# 唐塔街道
唐塔街道，是中华人民共和国山東省菏泽市郓城县下辖的一个乡镇级行政单位。

## 行政区划
唐塔街道下辖以下地区：
乐园社区、东城社区、金河社区、金润社区、八里河社区、东侯庄村、庞园村、三里庄村、三义村、赵庄村、司店村、魏路口村、洪庙村、王垓村、司庄村、宁庄村、王庄村、周庄村、郭林村、申厂村、王沙湾村、东八里庄村、丁庙村、刘梅村、旷庙苏庄村、西樊村、七里铺村、西高村、蝙刘村和大樊村。